# Pfarrkirche St. Georgen bei Obernberg am Inn

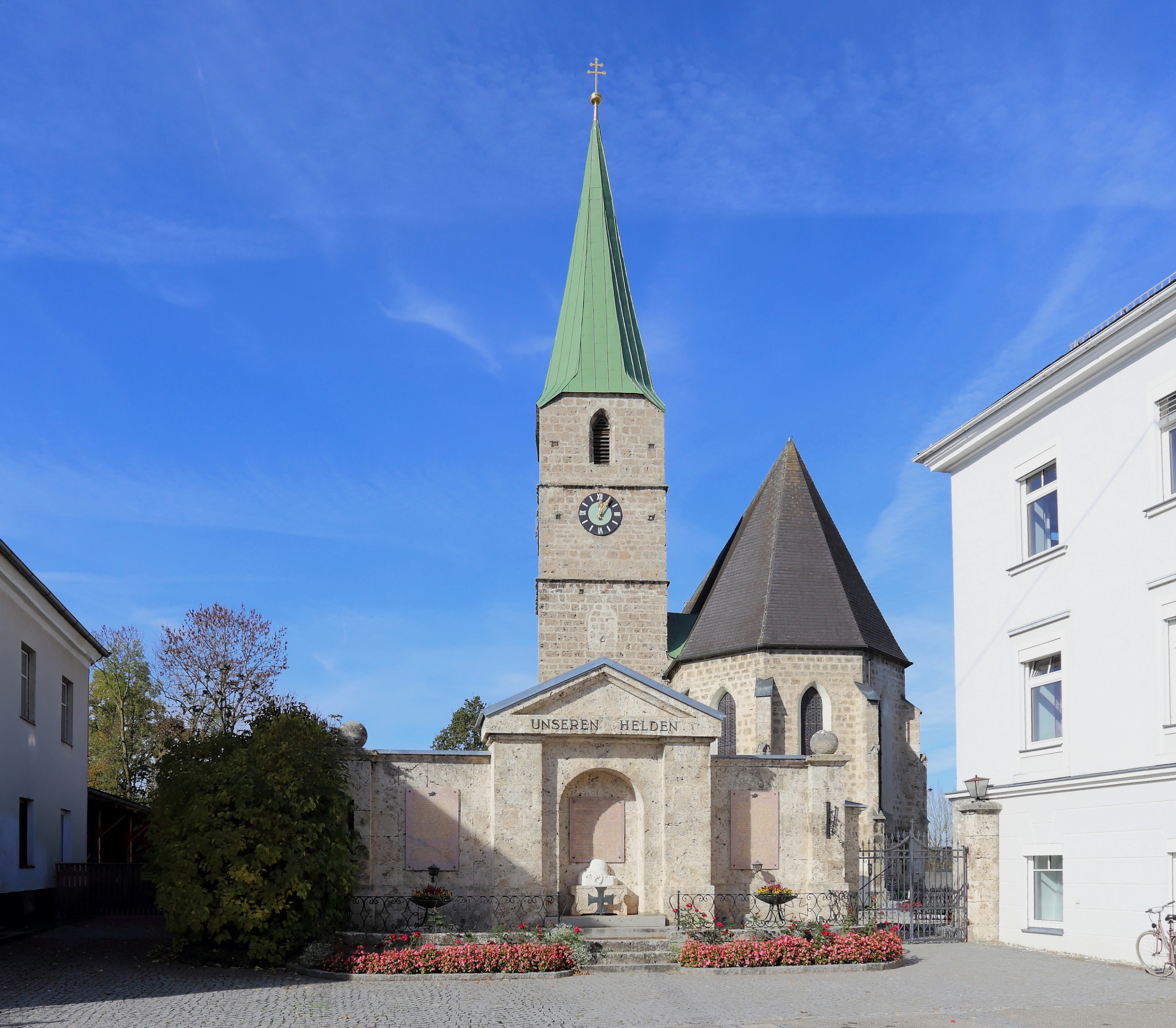
Kath. Pfarrkirche hl. Georg in St. Georgen bei Obernberg am Inn

Die Pfarrkirche St. Georgen bei Obernberg am Inn steht in der Gemeinde St. Georgen bei Obernberg am Inn in Oberösterreich. Die römisch-katholische Pfarrkirche hl. Georg gehört zum Dekanat Altheim in der Diözese Linz. Die Kirche und der Friedhof stehen unter Denkmalschutz.

## Geschichte
Eine Kirche wurde 1168 urkundlich genannt.

## Architektur

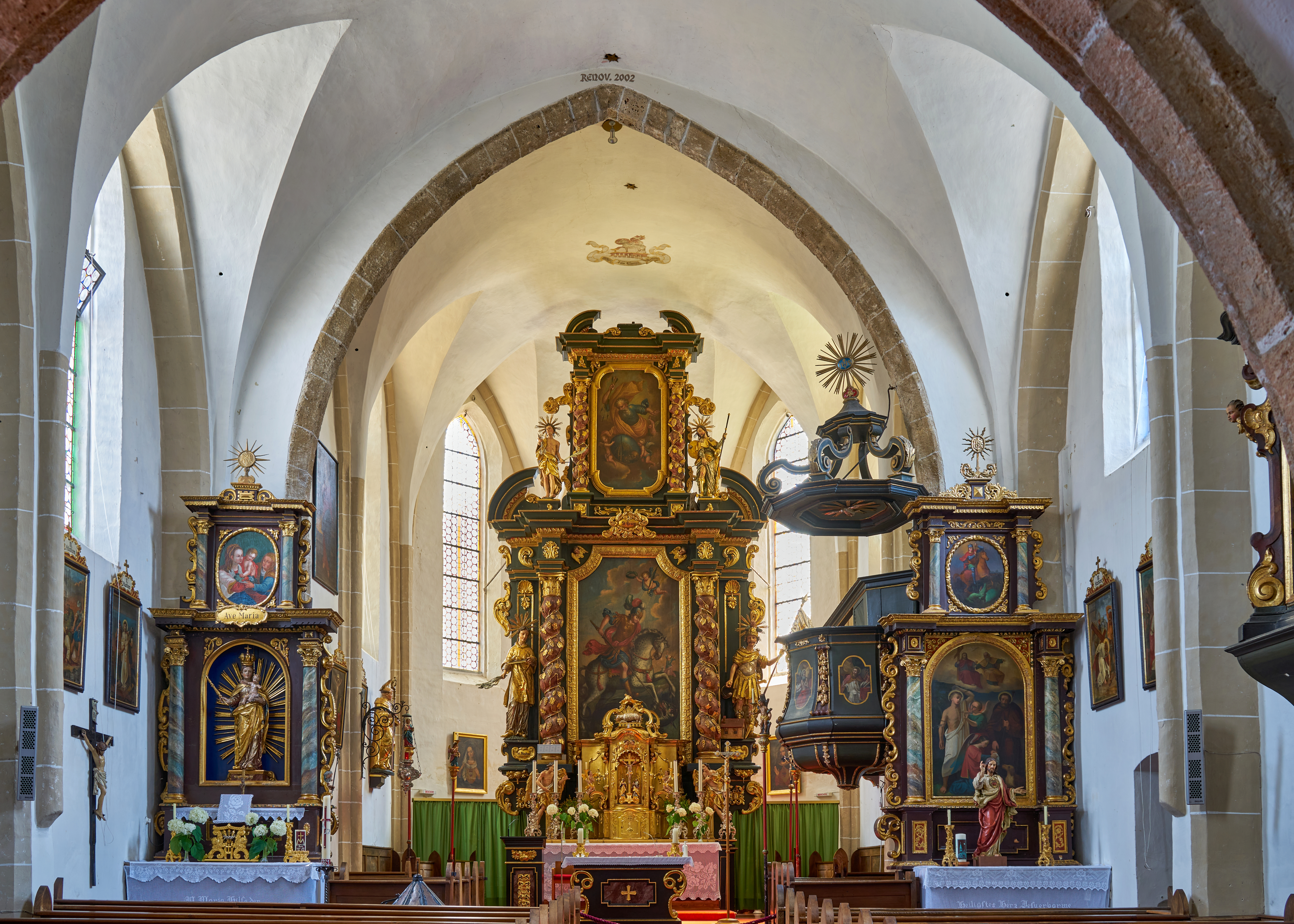
Blick zum Chor

Der gotische Quaderbau ist aus Tuffstein. An das einschiffige vierjochige Langhaus schließt ein halb eingezogener – außen mit abgetreppten Strebepfeilern versehener – Chor mit einem Dreiachtelschluss an. Im Langhaus und im Chor wurden an den gotischen Gewölben die Rippen entfernt. Die dreiachsige Westempore hat ein Netzrippengewölbe. Der Turm im südlichen Chorwinkel trägt einen achtseitigen Spitzhelm. Das gotische Südportal hat eine Vorhalle mit einem Kreuzrippengewölbe. Die Sakristei hat ein Kreuzrippengewölbe.
Die Friedhofsmauer hat eine Keilsteinabdeckung aus Tuffstein.

## Ausstattung

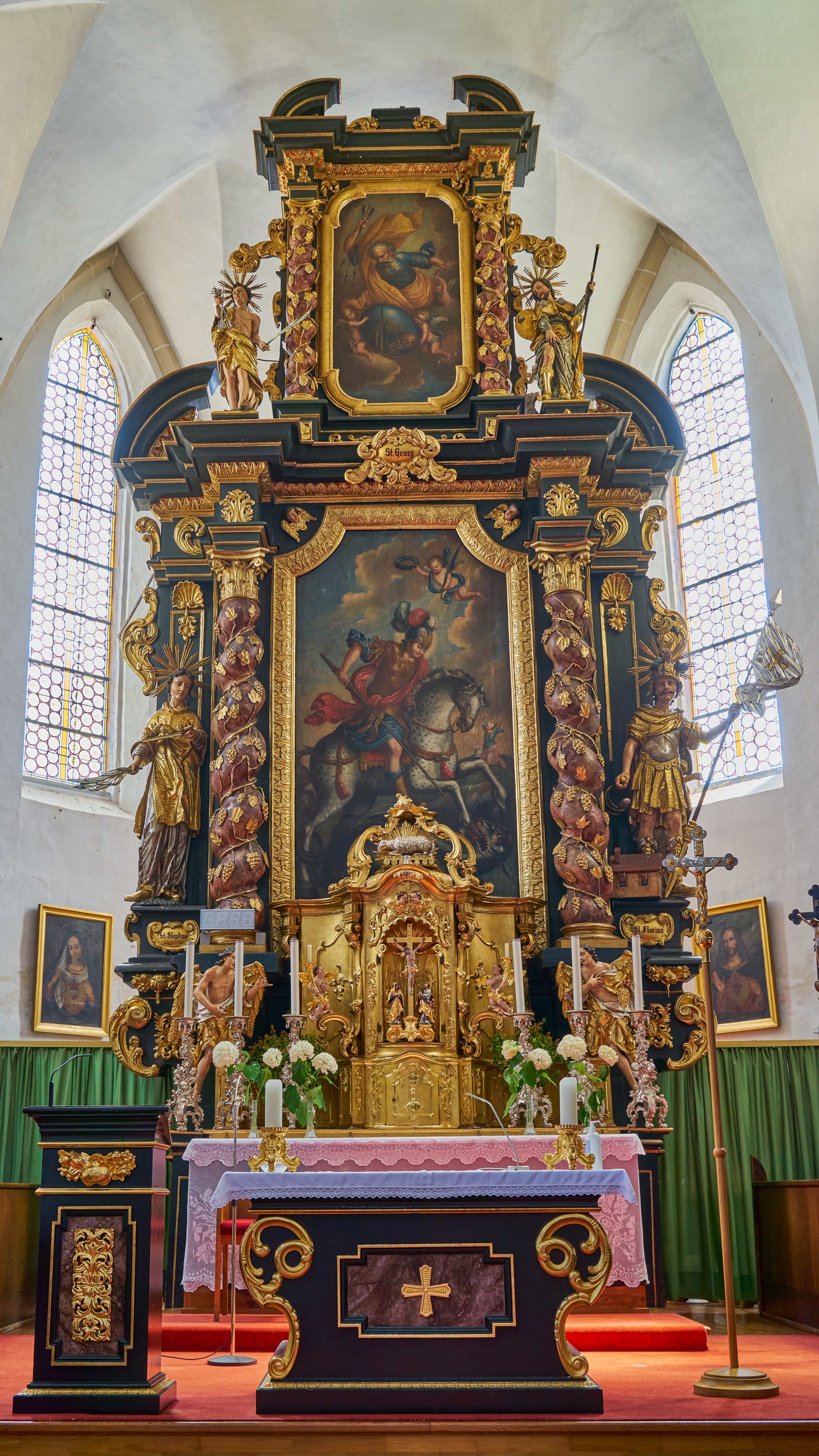
Hochaltar von 1705

Der Hochaltar von 1705 hat einen später veränderten Rokoko-Tabernakel mit einer Kreuzigungsgruppe. Die Statuen sind vermutlich von der Bildhauerfamilie Schwanthaler. Die Seitenaltäre entstanden um 1680. Der linke Seitenaltar trägt eine Figur Maria mit Kind aus dem 17. Jahrhundert. Im Langhaus ist eine Figurengruppe Krönung Mariens aus dem zweiten Viertel des 18. Jahrhunderts.
Es gibt eine Glocke von 1681.